# Mifune (Kumamoto)
Mifune (御船町?, Mifune-machi) è una cittadina giapponese della prefettura di Kumamoto.
Nella zona sono stati rinvenuti vari fossili di dinosauro fra i quali il primo fossile giapponese di un dinosauro carnivoro, il Mifunesaurus (il cui nome deriva per l'appunto da quello della cittadina). La collezione del locale Mifune Dinosaur Museum (御船町恐竜博物館?, Mifune-machi Kyōryū Hakubutsukan) conta circa 15.000 pezzi.